# Protesty w Hiszpanii (2021)
Protesty w Hiszpanii (2021) – fala społecznych protestów zapoczątkowanych 16 lutego 2021 r. przez młodych ludzi w obronie wolności słowa i przeciw zatrzymaniu rapera Pablo Haséla.
Bezpośrednią przyczyną protestów było zatrzymanie rapera Pablo Haséla 16 lutego. Raper znany był z lewicowych poglądów, w tym m.in. antyglobalistycznych i antymonarchicznych, a w 2018 r. został skazany na karę 9 miesięcy pozbawienia wolności za obrazę majestatu rodziny królewskiej i sprzyjanie organizacjom ekstremistycznym. Hasél nie zamierzał podporządkować się wyrokowi i zacząć odbywania kary, w związku z czym wraz z kilkudziesięcioma zwolennikami zabarykadował się w budynkach Uniwersytetu w Lleidzie i tam przez wiele godzin opierał się aresztowaniu.
Aresztowanie Haséla wywołało protesty w Katalonii – potem w całej Hiszpanii – trwające kilkanaście dni. Demonstranci domagali się anulowania wyroku, ale też manifestowali w obronie wolności słowa i wyrażali niezadowolenie z monarchii, klasy polityczne, warunków bytowych i pogarszającego się dostępu do usług publicznych. Pod listem otwartym w obronie Haséla podpisało się 200 osób ze środowiska artystycznego, w tym Javier Bardem i Pedro Almodóvar.
W trakcie protestów doszło do starć z policją m.in. w Gironie, Walencji i Madrycie i mimo że w pierwszych czterech dniach aresztowano ponad 100 osób, a rannych było 30 funkcjonariuszy, protesty nie wygasły. W protestach brały udział głównie najmłodsze grupy społeczne, dotknięte najbardziej kryzysem gospodarczym i zmuszone do pracy za niskie zarobki, a tym samym pozbawione szans na mieszkanie, żyjących z rodzicami, zmuszanych do emigracji. Pod ich wpływem rząd premiera Pedro Sáncheza obiecał m.in. zniesienie kar więzienia za krytykę monarchii.
Protesty ustały, a apelacja Haséla do Europejskiego Trybunału Praw Człowieka została odrzucona. Na skutek unikania wymiaru sprawiedliwości i za atak na dziennikarza raper będzie odbywać karę pozbawienia wolności do kwietnia 2027 roku.   